# Industrial Workers of the World

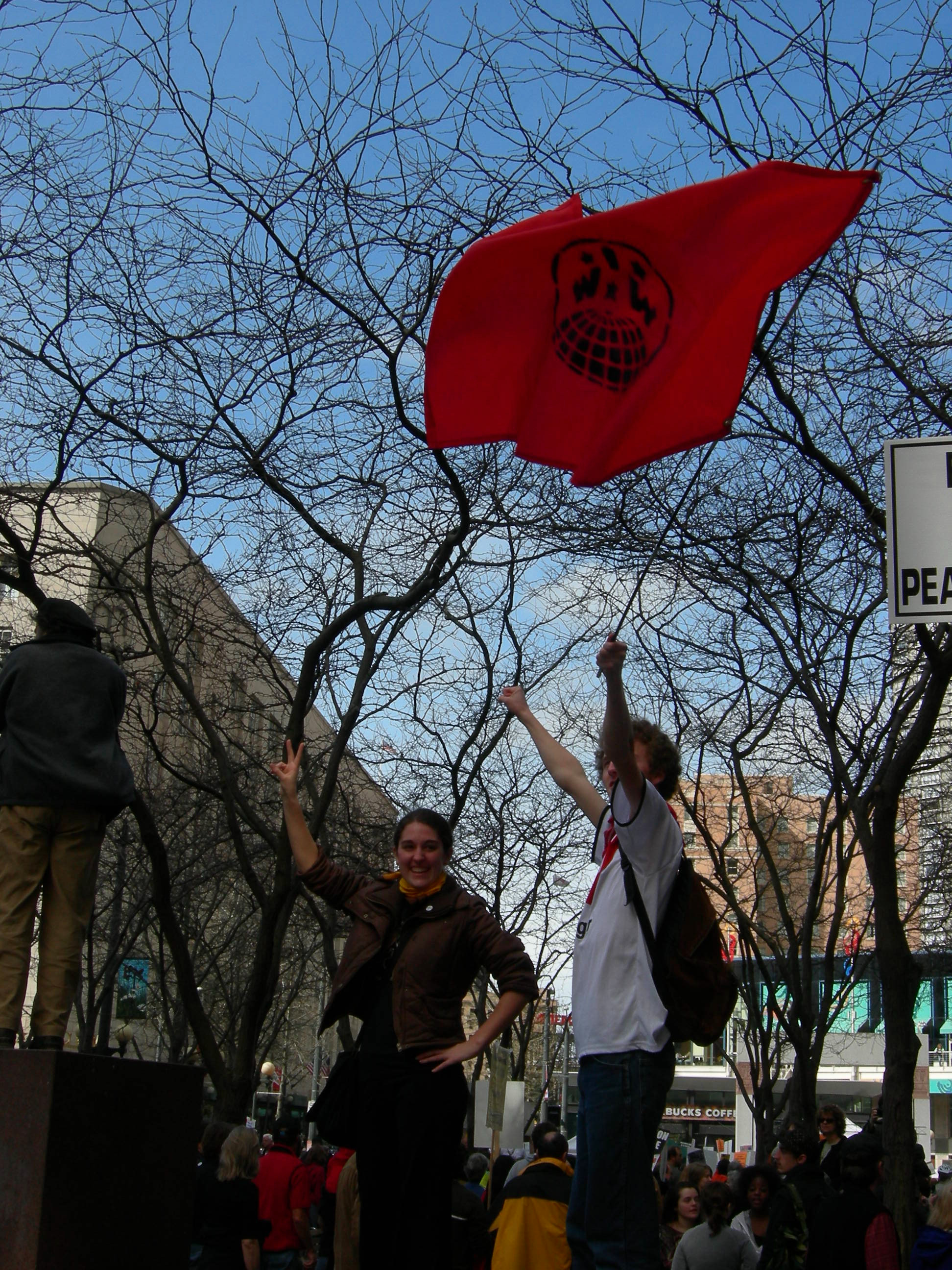
Ativistas da IWW, em Seattle (março de 2007)

Industrial Workers of the World —Trabalhadores Industriais do Mundo — (IWW ou os Wobblies) é um sindicato adepto da teoria sindicalista revolucionária (democracia laboral e autogestão trabalhadora), que tem sua origem nos Estados Unidos ainda que também esteja presente em outros países como Canadá, Austrália, Irlanda e no Reino Unido, e historicamente esteve também presente no Chile, no México e no Japão. Seus anos de maior notoriedade e influência vão de 1905 até 1920 quando a organização foi duramente reprimida pelo Departamento de Justiça dos Estados Unidos, notadamente  durante os chamados Palmer Raids (entre novembro de 1919 e janeiro de 1920). IWW ressurgiu décadas depois, nos anos de 1960, e no século XXI tem experimentado um importante crescimento.[carece de fontes?]
Apesar de ser originária e ter sua maior presença nos Estados Unidos e no Canadá, a organização tem uma política de caráter internacional que permite estabelecer seções e federações no resto do mundo. Atualmente existem pequenas seções no resto do primeiro mundo anglo-saxão. Seus membros são conhecidos historicamente como os wobblies.